# Miguelito de La Roda

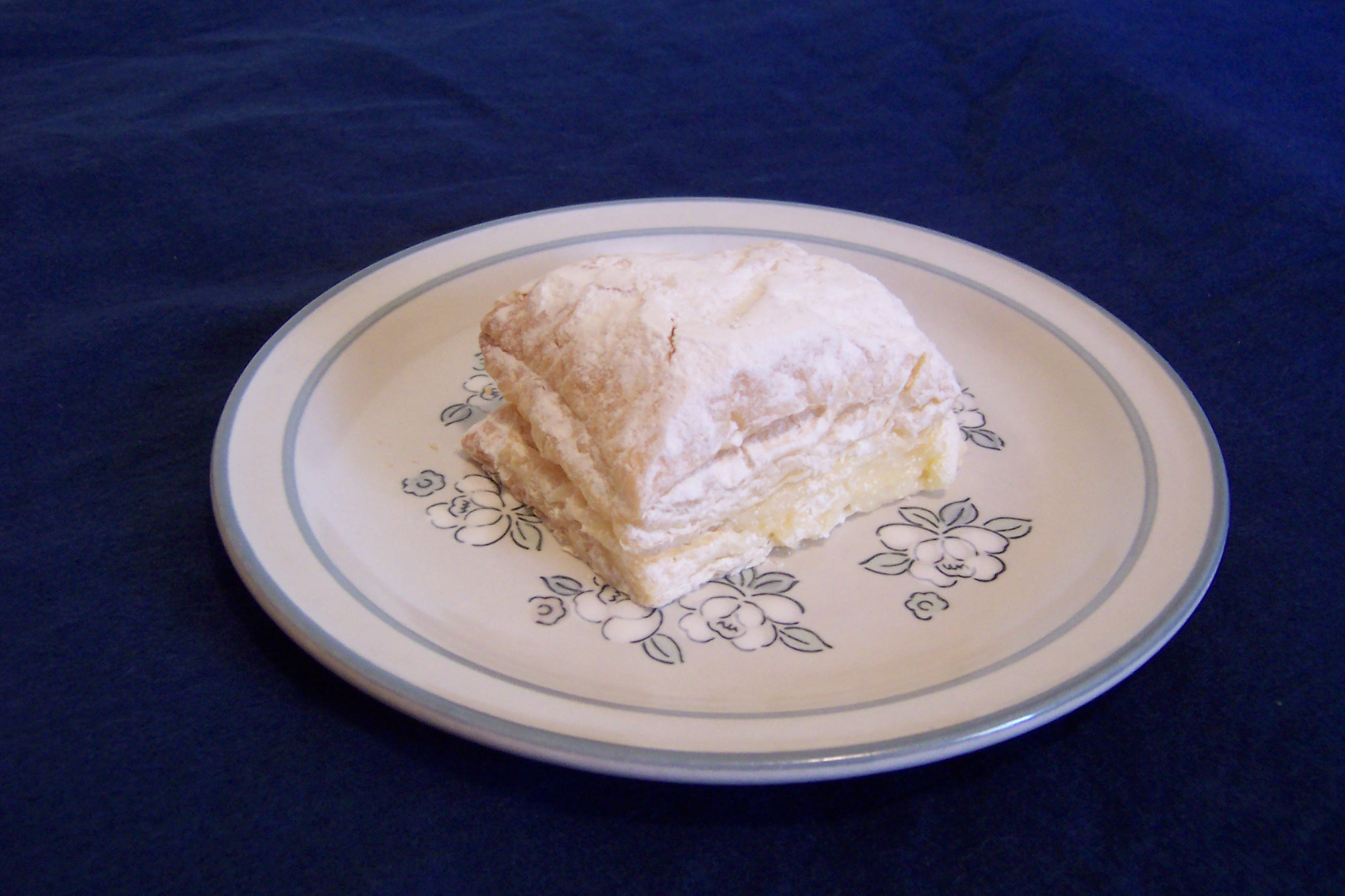
Miguelito de La Roda

Een Miguelito de La Roda is een traditioneel koekje uit La Roda, een stadje in de provincie Albacete in de regio Castilië-La Mancha in Spanje. De koekjes worden gemaakt uit fijn bladerdeeg en geklopte room en bestrooid met poedersuiker.
Tijdens de jaarmarkt van Albacete verkoopt men er duizenden op de binnenste ring van het marktplein, gewoonlijk samen met koffie, honingdrank of cider.